# ژولیتا آبراهامیان
ژولیتا هایکی آبراهامیان (ارمنی: Ջուլիետա Հայկի Աբրահամյան؛ انگلیسی: Julieta Abrahamyan؛ زادهٔ ۲۷ مارس ۱۹۳۴) قارچ‌شناس، گیاه‌شناس اهل ارمنستان است.

## زندگی‌نامه
وی در ۲۷ مارس ۱۹۳۴ در لنیناکان به دنیا آمد و از مدرسه شماره ۸ آلکساندر پوشکین (۱۹۵۱) و دانشگاه دولتی ایروان(۱۹۵۶) فارغ‌التحصیل گشت. وی همچنین برنده جوایزی همچون نشان پیش‌کسوت کار (۱۹۸۸) شد.

## یادداشت
1. ↑  կենսաբանական գիտությունների դոկտոր
2. ↑  բուսաբանության ինստիտուտ